# Мундиалито по пляжному футболу 2016
20-й Мундиалито по пляжному футболу состоялся в городе Кашкайш (Португалия) с 29 по 31 июля 2014 года. В этом турнире 4 команды играли по круговой системе между собой.

## Участвующие команды
- Бразилия
- Китай
- Португалия (страна-хозяйка)
- США

## Круговая стадия
| Команда    | И | В | ВО | ВП | П | ГЗ | ГП | +/- | О |
| ---------- | - | - | -- | -- | - | -- | -- | --- | - |
| Бразилия   | 3 | 3 | 0  | 0  | 0 | 30 | 5  | +25 | 9 |
| Португалия | 3 | 2 | 0  | 0  | 1 | 24 | 11 | +13 | 6 |
| США        | 3 | 1 | 0  | 0  | 2 | 14 | 16 | -2  | 3 |
| Китай      | 3 | 0 | 0  | 0  | 3 | 2  | 38 | -36 | 0 |

## Расписание и результаты
Для всех матчей указано местное время в Кашкайш, (UTC+1).
| Бразилия | 8 : 1 | США |
| -------- | ----- | --- |
|          | Отчёт |     |

| Китай | 0 : 14 | Португалия |
| ----- | ------ | ---------- |
|       | Отчёт  |            |

| Бразилия | 16 : 0 | Китай |
| -------- | ------ | ----- |
|          | Отчёт  |       |

| Португалия | 6 : 5 | США |
| ---------- | ----- | --- |
|            | Отчёт |     |

| США | 8 : 2 | Китай |
| --- | ----- | ----- |
|     | Отчёт |       |

| Португалия | 4 : 6 | Бразилия |
| ---------- | ----- | -------- |
|            | Отчёт |          |

## Победитель
| Победитель 2016 BSWW Mundialito |
| Бразилия 13 титул               |

## Награды
| Лучший игрок (MVP) | Лучший игрок (MVP) | Лучший игрок (MVP) | Лучший игрок (MVP) |
| ------------------ | ------------------ | ------------------ | ------------------ |
| Бельшиор           |                    |                    |                    |
| Лучший бомбардир   |                    |                    |                    |
| Лукао (8 голов)    |                    |                    |                    |
| Лучший вратарь     |                    |                    |                    |
| Кристофер Тот      |                    |                    |                    |